# Бутин-1
Бути́н-1 (1-бути́н, этѝлэти́н, этѝлацетиле́н) — непредельный ациклический углеводород из класса алкинов (ацетиленовых углеводородов) с формулой {\displaystyle {\ce {HC#C-CH2-CH3}}}, третий в гомологическом ряду после ацетилена (этина) и метилацетилена (пропина). При нормальных условиях — бесцветный горючий газ.

## Изомерия
В отличие от двух первых членов ряда, 1-бутин имеет изомер — 2-бутин (диметилацетилен), отличающийся по положению тройной связи в углеродной цепочке. У 1-бутина тройная связь находится между первым и вторым атомами углерода (молекула несимметрична), у 2-бутина — между вторым и третьим (молекула симметрична).
Кроме того, брутто-формула C4H6 наличествует у веществ из других классов органических соединений: бутадиен-1,3, бутадиен-1,2, 3-метилциклопропен-1, 1-метилциклопропен-1, циклобутен.

## Физические свойства
При нормальном давлении температура плавления −125,72 °C, температура кипения +8,1 °C. Плотность жидкого этилацетилена при 0 °C составляет 0,6784 г/см3. Коэффициент преломления жидкого этилацетилена в жёлтой D-линии натрия равен 1,3962.
Энтальпия образования ΔH0
f = 165,2 ± 0,88 кДж/моль. Теплота сгорания −2596,8 ± 0,84 кДж/моль.
С учётом более низкой теплоты сгорания, 1-бутин более стабилен, чем его изомер, 2-бутин

## Химические свойства
1-Бутин участвует в реакциях присоединения менее активно, чем бутен. Причина этого — наличие у бутина тройной связи. Тройная связь состоит из двух π-связей и одной σ-связи. Таким образом, система π-связей дополнительно стабилизирует молекулу.
Как все прочие алкины с концевой тройной связью, 1-бутин проявляет кислотные свойства и может образовывать с очень сильными основаниями соли — этилацетилениды (бутиниды), например этилацетиленид натрия {\displaystyle {\ce {C2H5C#CNa}}}. Как и другие подобные алкины, образует в щелочном растворе аммиаката серебра (реактиве Толленса) белый осадок этилацетиленида серебра: 
{\displaystyle {\ce {C2H5C#CH + [Ag(NH3)2]OH -> C2H5C#CAg v + 2 NH3 ^ + H2O}}},
в щелочном растворе аммиаката меди (реактиве Швейцера) осадок этилацетиленида меди жёлто-коричневого цвета:
{\displaystyle {\ce {C2H5C#CH + [Cu(NH3)2]OH -> C2H5C#CCu v + 2 NH3 ^ + H2O}}}.
Это качественные реакции на 1-бутин.  